# Lincoln Electric Company
Lincoln Electric Company war ein US-amerikanischer Hersteller von Automobilen.

## Unternehmensgeschichte
Das Unternehmen wurde 1900 in Cleveland in Ohio gegründet. Im gleichen Jahr begann die Produktion von Automobilen. Der Markenname lautete Lincoln, evtl. mit dem Zusatz Electric. Noch 1900 endete die Fahrzeugproduktion.
Das Unternehmen existierte noch eine Zeitlang im Bereich elektrischer Komponenten.
Weitere US-amerikanische Automarken namens Lincoln stellten Lincoln Automobile Company, Lincoln Motor Car Works, Lincoln Motor Car Company sowie der Ford-Konzern als Lincoln her.

## Fahrzeuge
Im Angebot standen Elektroautos. Sie hatten einen Elektromotor mit 2,5 PS Leistung. Die Batterien kamen von Willard. Die Karosserie war ein offener Runabout mit zwei Sitzen. Der Neupreis betrug 800 US-Dollar.
Besonderheit war eine Bedieneinheit namens Lincoln Controller. Dieses Teil wurde am 6. September 1900 in einer Zeitschrift zwar umfangreich beschrieben, blieb aber dennoch unverständlich.